# Борисова Грива (станция)
Бори́сова Гри́ва — железнодорожная станция Ириновского направления Октябрьской железной дороги на 38-м километре линии Пискарёвка — Ладожское Озеро, в одноимённой деревне Всеволожского района Ленинградской области. Станция расположена на однопутном участке Мельничный Ручей — Ладожское Озеро, между платформами Ириновка и Ваганово. Единственная станция на этом участке. Электрифицирована в 1966 году. Имеется одна островная платформа с навесом от осадков и билетная касса. На станции останавливаются все проходящие через неё пригородные электропоезда. От станции начинается автобусный маршрут № 606 до пос. Грибное, протяжённостью 8 км.

## История
В 1905 году, на станции располагался стекольный завод «Ириновско-Шлиссельбургского промышленного общества», где трудилось 450 рабочих.
В 1914 году на станции работал кирпичный завод «Ириновского общества кирпичных заводов» (110 рабочих) и Ириновский химический завод (92 рабочих).

БОРИСОВА ГРИВА — посёлок Вагановского сельсовета, 618 чел. (1939 год)

## Путевое развитие
Станция располагает тремя действующими путями (плюс один заброшенный), два из которых электрифицированы, используются для пассажирского движения и примыкают к островной пассажирской платформе. Третий путь — служебный, ведёт на угольный склад (из западной горловины). Заброшенный путь ведёт на электрическую подстанцию (из той же горловины). Другой его конец шёл на лесопогруз, ныне не существующий.
Станция используется в основном для разъезда электропоездов.

## Фотогалерея
| - Вид в сторону Ладожского Озера - Вид в сторону Ладожского Озера | - Мемориальная доска на станционном здании | - Стандартный указатель с названием станции - Отремонтированный указатель с названием станции |